# Heinrich Wilhelm Dove
Heinrich Wilhelm Dove, nemški fizik in meteorolog, * 6. oktober 1803, Liegnitz, † 4. april 1879.
Dove je sprva študiral zgodovino, filozofijo in naravne znanosti, nato pa se je osredotočil na fiziko in meteorologijo, še posebej klimatologijo.